# Distrikt Mochumí
Der Distrikt Mochumí liegt in der Provinz Lambayeque in der Region Lambayeque in Nordwest-Peru. Der Distrikt wurde am 26. Oktober 1824 gegründet. Er hat eine Fläche von 103,7 km². Beim Zensus 2017 lebten 18.401 Einwohner im Distrikt. Im Jahr 1993 lag die Einwohnerzahl bei 16.628, im Jahr 2007 bei 18.043. Die Distriktverwaltung befindet sich in der 36 m hoch gelegenen Kleinstadt Mochumí mit 7188 Einwohnern (Stand 2017). Die Stadt Mochumí liegt 25 km nördlich der Regionshauptstadt Chiclayo an der Straße von Lambayeque nach Olmos.

## Geographische Lage
Der Distrikt Mochumí liegt im Süden der Provinz Lambayeque. Der Distrikt befindet sich in der Küstenebene von Nordwest-Peru. Es wird bewässerte Landwirtschaft betrieben.
Der Distrikt Mochumí grenzt im Westen an den Distrikt Mórrope, im Norden an den Distrikt Túcume, im Osten an die Distrikte Pítipo, Ferreñafe und Pueblo Nuevo (alle drei in der Provinz Ferreñafe) sowie im Süden an den Distrikt Lambayeque.